# Růstový faktor

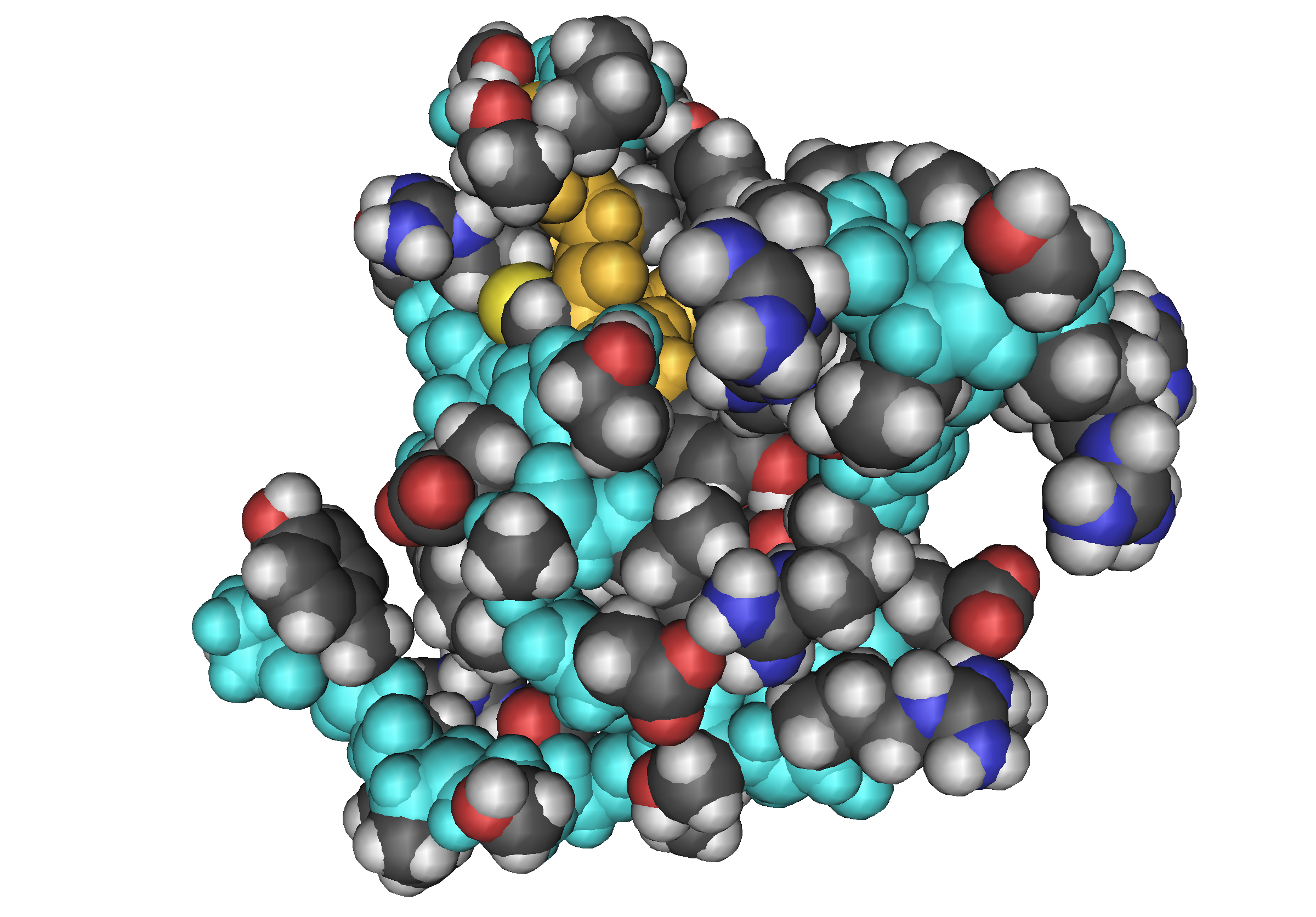
Insulin-Like Growth Factor

Růstový faktor je obecně látka nebo podnět, které navozují růst organismu nebo jeho části. V praxi se mezi růstové faktory řadí především skupina proteinů, které stimulují buněčnou proliferaci a diferenciaci. Zpravidla se růstové faktory účastní signalizace mezi buňkami.
Mezi růstové faktory patří cytokiny a některé hormony. Účinky jsou rozdílné. Například zatímco růstové faktory BMP (bone morphogenetic proteins) povzbuzují růst kostních buněk, FGF (fibroblast growth factor) stimuluje růst krevních cév.

## Růstové faktory v bakteriologii
U bakterií a jiných mikroorganismů se pod pojmem růstový faktor myslí určitá chemická látka, kterou jedinec či buňka neumí syntetizovat, a proto ji musí přijímat z prostředí (tzv. auxotrofie). Tyto látky zpravidla potřebuje daný druh jen v malých koncentracích a může se jednat o určitou aminokyselinu, puriny, pyrimidiny a vitamíny.